# 로버트 밀킨스

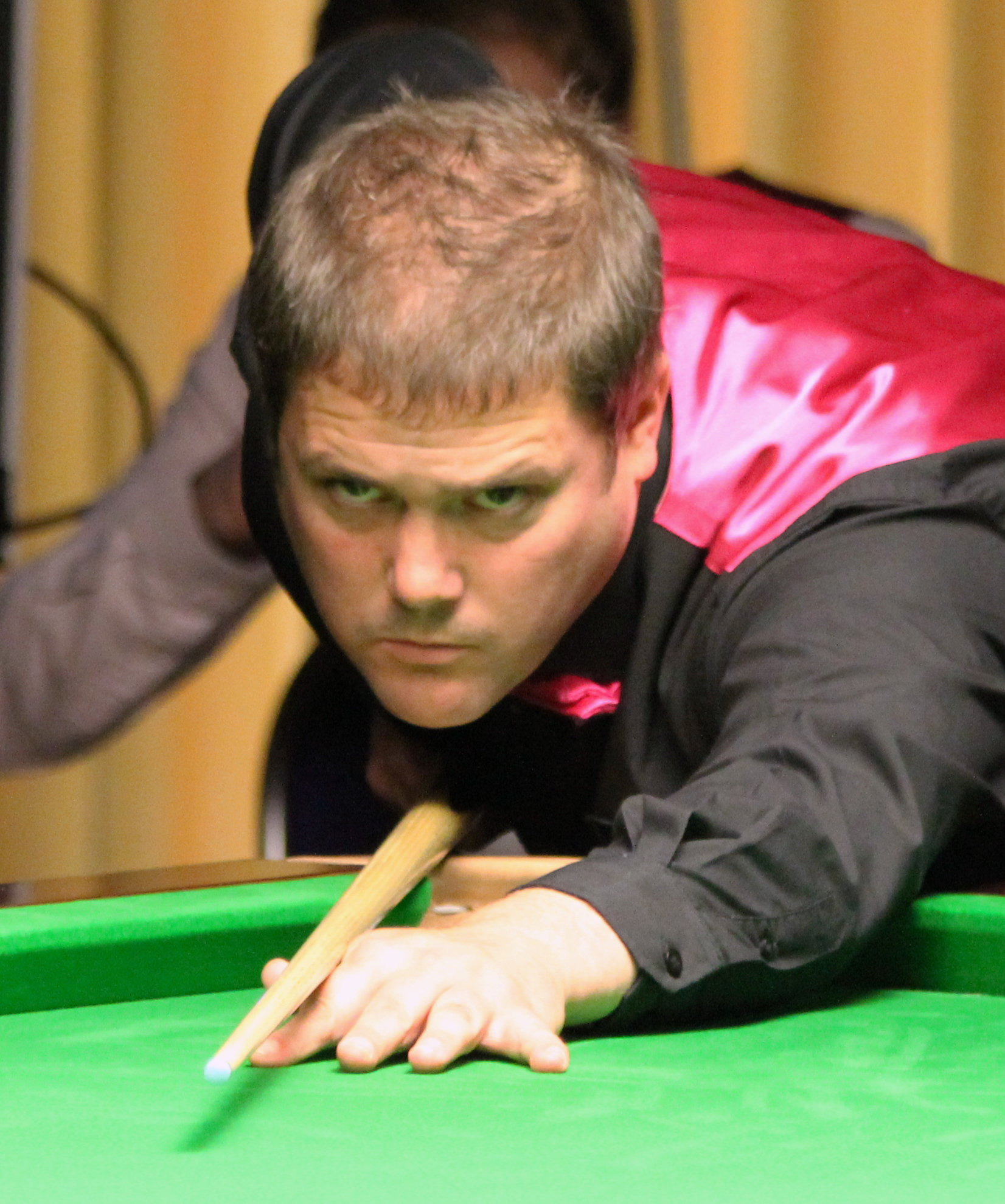
로버트 밀킨스

로버트 밀킨스(영어: Robert Milkins, 1976년 3월 6일 ~ )는 잉글랜드의 스누커 선수이다.